# Kalinginae
Kalinginae is een onderfamilie van weekdieren uit de klasse van de Gastropoda (slakken).

## Geslacht
- Kalinga Alder & Hancock, 1864